# Yūri Matsumura
Yūri Matsumura (japanisch 松村 祐吏 Matsumura Yūri; * 24. Februar 1979 in der Präfektur Gifu) ist ein ehemaliger japanischer Fußballspieler.

## Karriere
Matsumura erlernte das Fußballspielen in der Schulmannschaft der Kakamihara High School. Matsumura begann seine Karriere 1997 beim Zweitligisten Brummell Sendai. 1998 beendete er seine Karriere als Fußballspieler.